# Estendard de la Generalitat Valenciana
Segons l'article 7 de la Llei 8/1984, de 4 de desembre, de regulació dels símbols de la comunitat i la seua utilització, l'estendard de la Generalitat Valenciana estarà constituït per l'emblema descrit en l'article 6é. d'aquesta Llei, sobre fons carmesí tradicional rivetat d'or. La utilització de l'Estendard serà exclusiva de la Generalitat Valenciana i es podrà utilitzar simultàniament amb la senyera tradicional del País Valencià.